# (533085) 2014 BW64
(533085) 2014 BW64 est un objet transneptunien de magnitude absolue 6,5. Son diamètre est estimé à 222 km.